# Парад мёртвых планет
«Пара́д мёртвых плане́т» — третий студийный альбом российской индастриал-метал группы «Digimortal», который вышел на лейбле CD-Maximum в 2010 году.

## Об альбоме
Альбом представляет собой яркое сочетание самых важных аспектов успешного материала - мастерскую игру музыкантов, живой, насыщенный вокал, мировой бренд маэстро Якоба Хансена и фирменный почерк Digimortal во всём - от слов, до сольных партий стильного синтезатора, отличающего музыку только этой группы.
«Парад мёртвых планет» - это драматический, прочувствованный альбом, который сочетает в себе пронзительные хиты, проникновенные баллады, жизненность и абстракцию, аллегоричность и диалектику. Это сложносочинённая канва эмоций и выразительности, на которой вышиты золотыми буквами слова о ценностях и пороках, страстях и проблемах, которые извечно сотрясают мир человеческий, это музыка, которую нельзя слушать, но необходимо в неё вслушиваться, это лирика, которая проникает в самое сердце.
На данный диск попала композиция «Порох», которая также вышла на сингле 2009 года «Порох». В 2011 году выходит сингл «Те, кто спаслись» на котором вышла инструментальная версия песни «Ангелы молчат» под названием «Angels are silent». Также на нём оказались англоязычные версии треков «Руины», «Следы на песке».

## Список композиций
| №   | Название                       | Длительность |
| --- | ------------------------------ | ------------ |
| 1.  | «Парад мёртвых планет» (интро) | 2:06         |
| 2.  | «Твоей надежды миг»            | 3:24         |
| 3.  | «Каин»                         | 3:00         |
| 4.  | «Ангелы молчат»                | 4:20         |
| 5.  | «Кассиопея-А»                  | 4:18         |
| 6.  | «Руины»                        | 3:56         |
| 7.  | «Три килобайта»                | 5:35         |
| 8.  | «Клон»                         | 3:38         |
| 9.  | «Следы на песке»               | 4:06         |
| 10. | «Порох»                        | 3:35         |
| 11. | «Миллиарды мёртвых душ»        | 3:49         |
| 12. | «Кассиопея» (кода)             | 5:22         |

## Участники записи
- SERDJ - вокал, бас-гитара, клавишные
- NEIL - гитара
- DIME O'KANT - гитара
- BORDO - ударные

Другое
- Запись - Николай Ларин,Тимур Юлгушев (Москва, Зеленоград)
- Сведение и Мастеринг - Jacob Hansen (Дания, г. Рибе)
- Дизайн - Mike Zubique